# Opavice
Opavice (deutsch Tropplowitz, früher auch Dorf Tropplowitz) ist ein Ortsteil der Stadt Město Albrechtice im Okres Bruntál, Tschechien. Zusammen mit dem Ort Opawica, von dem es durch die polnisch-tschechische Grenze getrennt ist, bildete er ehemals die Stadt Troplowitz.

## Geschichte

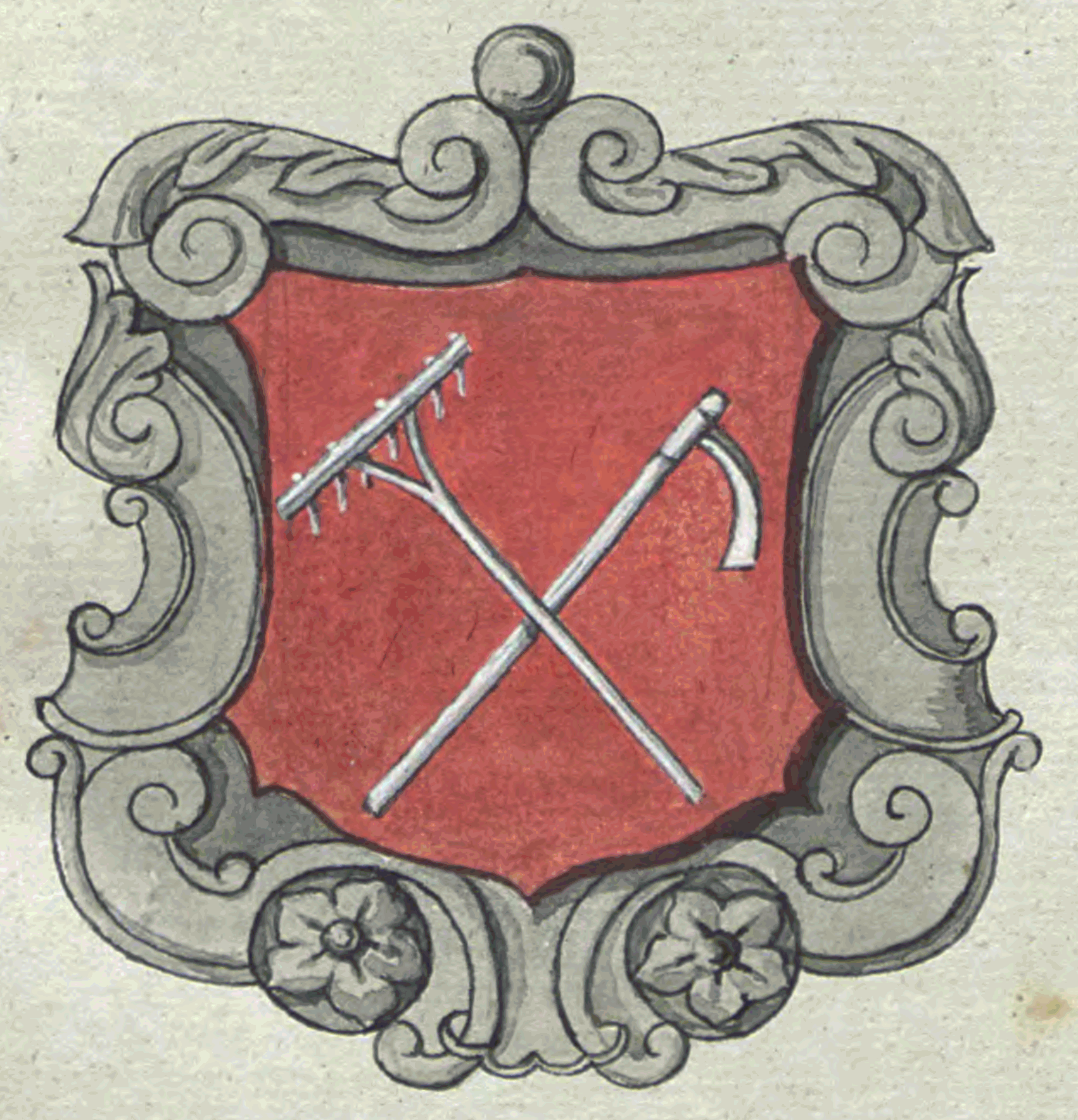
Das Wappen von Troplowitz um 1855

Die erste Erwähnung des Dorfes Oppawicz stammt aus dem Jahre 1256. Der Ort im damals zu Mähren gehörigen Troppauer Land kam mit der Entstehung des Herzogtums Troppau zu Schlesien und gehörte zwischen 1377 und 1410 zum Herzogtum Jägerndorf.
Die seit 1377 belegbare Zollstation an der Goldoppa führte dazu, dass um 1400 südlich des Dorfes ein Städtchen entstand, das die Privilegien einer Bergstadt genoss. Sein Marktrecht wurde 1410 durch den Troppauer Herzog Přemysl I. bestätigt. Im gleichen Jahre gelangte Oppawicz zusammen mit der Herrschaft Geppersdorf in den Besitz derer von Bladen.
Mit der 1492 erfolgten Gründung der Stadt Olbersdorf drei Kilometer nordwestlich von Troplowitz wurde die Entwicklungsmöglichkeit der Stadt stark eingeschränkt. Um 1550 wurde in der Stadt die Reformation eingeführt. Mit dem Übergang der Herrschaft an die Familie von Haugwitz während des Dreißigjährigen Krieges erfolgte die Rekatholisierung. Im Jahre 1700 gelangten Geppersdorf und Troplowitz an die Grafen Sedlnitzky von Choltitz.
Die Eroberung des größten Teils Schlesiens durch Preußen führte 1742 zur Grenzziehung mitten durch den Ort. Der größte Teil der Stadt mit Marktplatz und Pfarrkirche sowie ein Teil des Dorfes wurden preußisch. Die Ortsteile rechts der Goldoppa verblieben bei Österreich. Der bei Österreich verbliebene Teil des Ortes wurde zur Unterscheidung vom preußischen Tropplowitz Stadt nunmehr als Dorf Tropplowitz und später nur noch als Tropplowitz benannt. 1980 erfolgte die Eingemeindung nach Město Albrechtice. 1991 hatte der Ort 127 Einwohner. Im Jahre 2001 bestand das Dorf aus 42 Wohnhäusern, in denen 114 Menschen lebten.

### Einwohnerentwicklung
| Jahr          | 1880 | 1910 | 1939 | 1991 | 2001 |
| Einwohnerzahl | 409  | 309  | 243  | 127  | 114  |

## Söhne und Töchter des Ortes
- Gottfried Rieger (1764–1855), österreichischer Kapellmeister
- Joseph Graf Sedlnitzky (1778–1855), österreichischer Staatsbeamter und Gegner der Revolution von 1848